# Bara 15 år
Bara 15 år är en svensk dansbandslåt skriven av Gert Lengstrand och Rune Wallebom, vilken ursprungligen spelades in 1974 av Jigs på albumet Goa bitar 4 , av Streaplers på albumet Lady Banana  och av Drifters samma år på albumet I kväll  samt av Jan-Inges på albumet Tusentals sköna toner . Drifters version släpptes även på singel samma år, med Har du saknat mig ibland som B-sida 
Streaplers version testades på Svensktoppen, där den låg i 11 veckor under perioden 27 oktober 1974-5 januari 1975. och bland annat toppade listan.
Larz-Kristerz spelade in låten på albumet Stuffparty 3 2007, och Arvingarna hade den med på albumet Underbart 2009.

### Fotnoter
1. ↑  Information i Svensk mediedatabas.
2. ↑  Information i Svensk mediedatabas.
3. ↑  Information i Svensk mediedatabas.
4. ↑  Information i Svensk mediedatabas.
5. ↑  Information i Svensk mediedatabas.
6. ↑  Svensktoppen - 1974
7. ↑  Svensktoppen - 1975
8. ↑  Information i Svensk mediedatabas.